# Sean Vendy
Sean Vendy (Kirkwall, 18 de mayo de 1996) es un deportista británico que compite en bádminton por Inglaterra.
En los Juegos Europeos de Cracovia 2023 consiguió una medalla de plata en la prueba de dobles. Ganó dos medallas de bronce en el Campeonato Europeo de Bádminton, en los años 2022 y 2024.

## Palmarés internacional
| Representando al Reino Unido |                        |                   |        |
| Juegos Europeos              |                        |                   |        |
| Año                          | Lugar                  | Medalla           | Prueba |
| 2023                         | Tarnów (Polonia)       | Medalla de plata  | Dobles |
| Representando a Inglaterra   |                        |                   |        |
| Campeonato Europeo           |                        |                   |        |
| Año                          | Lugar                  | Medalla           | Prueba |
| 2022                         | Madrid (España)        | Medalla de bronce | Dobles |
| 2024                         | Saarbrücken (Alemania) | Medalla de bronce | Dobles |